# 倫弗魯
倫弗魯 （英語：Renfrew）是英國蘇格蘭中部的一座城鎮，位於格拉斯哥以西。倫弗魯有「斯圖爾特王室搖籃」之稱，並在1397年獲得了皇家特區地位，成為倫弗魯郡的郡治。據2011年人口普查，倫弗魯有人口21,854人。